# Fredriksbergsparken

Fredriksbergsparken är en park i Uppsala i stadsdelen Ekeby. Där finns en lekplats, lindar och gräsmattor.